# Agberto Guimarães
Agberto Guimarães (Agberto João Conceição Guimarães; * 18. August 1957 in Belém, Pará) ist ein ehemaliger brasilianischer Mittelstreckenläufer, der wegen seiner Sprintstärke auch in der 4-mal-400-Meter-Staffel eingesetzt wurde.
Bei den Südamerikameisterschaften gewann er über 800 m 1975 in Rio de Janeiro Bronze und 1977 in Montevideo Gold.
1979 holte er bei den Panamerikanischen Spielen in San Juan Bronze über 800 und 1500 Meter und wurde beim Leichtathletik-Weltcup in Montreal Fünfter über 800 Meter.
Bei den Olympischen Spielen 1980 in Moskau wurde er Vierter über 800 Meter und kam mit der brasilianischen 4-mal-400-Meter-Stafette auf den fünften Platz.
1983 wurde er bei den Weltmeisterschaften in Helsinki Sechster über 800 Meter. Bei den Panamerikanischen Spielen in Caracas errang er Gold über 800 und 1500 Meter und Silber in der 4-mal-400-Meter-Staffel.
Bei den Olympischen Spielen 1984 in Los Angeles erreichte er über 800 und 1500 Meter das Halbfinale.
1985 wurde er beim Weltcup in Canberra Dritter über 800 Meter. Bei den Olympischen Spielen 1988 in Seoul schied er über 800 Meter im Vorlauf aus.

## Persönliche Bestzeiten
- 400 m: 46,34 s, 11. Oktober 1980, Buenos Aires
- 800 m: 1:43,63 min, 29. August 1984, Koblenz
- 1000 m: 2:15,81 min, 29. Juli 1983, Bern
- 1500 m: 3:39,0 min, 17. Juni 1984, São Paulo